# Campeonato Panamericano de Balonmano Masculino Junior de 1997
El II Campeonato Panamericano de Balonmano Masculino Junior de 1997 se disputó entre el 8 y el 13 de abril de 1997  en Paraná, Brasil. y es organizado por la Federación Panamericana de Balonmano Este campeonato entregó una plaza para el Campeonato Mundial de Balonmano Masculino Junior de 1997

## Primera fase
– Clasificados a la final.
     – Clasificados al partido por el tercer puesto
| Equipo      | PTS | J | G | E | P | GF  | GC  | DG  |
| ----------- | --- | - | - | - | - | --- | --- | --- |
| Brasil      | 8   | 4 | 4 | 0 | 0 | 128 | 58  | +70 |
| Argentina   | 6   | 4 | 3 | 0 | 1 | 116 | 51  | +65 |
| Uruguay     | 4   | 4 | 2 | 0 | 2 | 81  | 89  | -8  |
| Chile       | 2   | 4 | 1 | 0 | 3 | 51  | 106 | -55 |
| Puerto Rico | 0   | 4 | 0 | 0 | 4 | 60  | 132 | -72 |

### Resultados
| Fecha      | Hora  | Partido³  | Partido³ | Partido³    | Resultado |
| ---------- | ----- | --------- | -------- | ----------- | --------- |
| 8.04.1997  | 16:00 | Argentina | -        | Puerto Rico | 39-12     |
| 8.04.1997  | 18:30 | Brasil    | -        | Chile       | 41-12     |
| 9.04.1997  | 21:00 | Uruguay   | -        | Chile       | 20-07     |
| 9.04.1997  | 15:00 | Brasil    | -        | Puerto Rico | 40-12     |
| 10.04.1997 | 17:00 | Argentina | -        | Chile       | 29-05     |
| 10.04.1997 | 19:00 | Brasil    | -        | Uruguay     | 30-18     |
| 11.04.1997 | 15:00 | Uruguay   | -        | Puerto Rico | 26-20     |
| 11.04.1997 | 17:00 | Brasil    | -        | Argentina   | 17-16     |
| 12.04.1997 | 19:00 | Chile     | -        | Puerto Rico | 27-16     |
| 12.04.1997 | 15:00 | Argentina | -        | Uruguay     | 32-17     |

## Fase final

### 3º/4º puesto
| Fecha      | Hora² | Partido¹ | Partido¹ | Partido¹ | Resultado |
| ---------- | ----- | -------- | -------- | -------- | --------- |
| 13.04.1997 | 11:00 | Uruguay  | -        | Chile    | 21-17     |

### Final
| Fecha      | Hora² | Partido¹ | Partido¹ | Partido¹  | Resultado |
| ---------- | ----- | -------- | -------- | --------- | --------- |
| 13.04.1997 | 11:00 | Brasil   | -        | Argentina | 24-20     |

| Brasil           |
| Campeón          |
| Brasil 1° título |

### Clasificación general
| Brasil         |
| Argentina      |
| Uruguay        |
| 4. Chile       |
| 5. Puerto Rico |

## Clasificados al Mundial 1997
| Bandera de Brasil |
| Brasil            |
| ----------------- |